# Jessica McNamee
Jessica McNamee (Sydney, Új-Dél-Wales, 1986. június 16. –) ausztrál színésznő.
Ausztráliában szerzett hírnevet, a Seven Network hálózat Otthonunk és Család csak egy van című televíziós programjaiban szerepelt. 2014 és 2015 között Theresa Kelly járőrként tűnt fel az USA Network Szirének című sorozatában.
Filmszereplései közé tartozik a Fogadom (2012) és a Bukós szakasz (2017). 2017-ben Margaret Court teniszezőnőt alakította A nemek harca című életrajzi filmben. 2021-ben Sonya Blade szerepében volt látható a Mortal Kombatban.

## Pályafutása
McNamee a Locusts című krimi-thrillerben szerepel.
2018-ban a Meg – Az őscápa nagysikerű filmben Jonas Taylor (Jason Statham) volt feleségét, Lorit alakította.
2021-ben játszott a Mortal Kombat című videójáték-feldolgozásban, mint Sonya Blade.

## Karitatív tevékenység
2010 februárjában McNamee a The Fred Hollows Alapítvány nagykövete lett. Az alapítvány a vakság és más látási problémák kezelésére és megelőzésére összpontosít. McNamee képviseli az Alapítvány „Csodaklubját”, ösztönözve a támogatókat havi hozzájárulásokra annak érdekében, hogy helyreállítsák a látását olyan embereknek, akik az Alapítvány vonzáskörzetébe eső országokban élnek.

## Magánélete
Sydneyben született.
2019 áprilisában feleségül ment Patrick Caruso ingatlanfejlesztőhöz.

## Filmográfia

### Film
| Év   | Magyar cím        | Eredeti cím         | Szerep         | Magyar hang        |
| ---- | ----------------- | ------------------- | -------------- | ------------------ |
| 2010 |                   | The Loved Ones      | Mia            |                    |
| 2010 |                   | 50-50 (rövidfilm)   | Nelly Cameron  |                    |
| 2012 | Fogadom           | The Vow             | Gwen Thornton  | Balsai Móni        |
| 2017 | Bukós szakasz     | CHiPs               | Lindsey Taylor | Czető Zsanett      |
| 2017 | A nemek harca     | Battle of the Sexes | Margaret Court |                    |
| 2018 |                   | The Neighbor        | Jenna          |                    |
| 2018 | Meg – Az őscápa   | The Meg             | Lori           | Gubás Gabi         |
| 2019 |                   | Locusts             | Izzy           |                    |
| 2020 | A barlang mélyén  | Black Water: Abyss  | Jennifer       | Nemes Takách Kata  |
| 2021 | Mortal Kombat     | Mortal Kombat       | Sonya Blade    | Bogdányi Titanilla |
| 2022 |                   | The Visitor         | Maia Eden      |                    |
| 2023 |                   | Windcatcher         | Sharon Cobb    |                    |
| 2025 | Mortal Kombat II. | Mortal Kombat II    | Sonya Blade    |                    |

### Televízió
| Év        | Magyar cím          | Eredeti cím           | Szerep        | Megjegyzések                                                              |
| --------- | ------------------- | --------------------- | ------------- | ------------------------------------------------------------------------- |
| 2007      | Otthonunk           | Home and Away         | Lisa Duffy    | vendégszereplő (32 epizód)                                                |
| 2008–2013 | Család csak egy van | Packed to the Rafters | Sammy Rafter  | - állandó szereplő (2008–10) - vendégszereplő (2013) - összesen 55 epizód |
| 2013      | A nagy svindli      | White Collar          | Penny Chase   | vendégszereplő (1 epizód)                                                 |
| 2014      |                     | The Time of Our Lives | Lisa Montego  | 4 epizód                                                                  |
| 2014–2015 | Szirének            | Sirens                | Theresa Kelly | főszereplő (23 epizód)                                                    |
| 2019      | A sötétség titkai   | Into the Dark         | Rachel Adams  | - 1 epizód - magyar hangja: - Roatis Andrea                               |